# Universidade Federal Rural da Amazônia
Universidade Federal Rural da Amazônia (UFRA) é uma instituição de ensino superior pública brasileira mantida pelo Governo Federal do Brasil, sucessora da Escola de Agronomia da Amazônia (EAA), com sede situada no município de Belém (capital do Pará), é reconhecida pela excelência em ciências agrárias (mas está se diversificando para outras áreas), além de ser a universidade na vanguarda agrária na Região Norte do Brasil.
A UFRA conta com outros cinco campi no interior do estado, localizados nas cidades de Capanema, Capitão Poço, Paragominas, Parauapebas e Tomé-Açu.
A Universidade, cujo campus principal se localiza no bairro Universitário/Terra Firme, oferece 17 cursos de graduação, 9 cursos de pós-graduação em sentido amplo, e a instituição tem forte vocação para as áreas ligadas às ciências agrárias e atualmente vem diversificando sua grade de curso, prezando a qualidade.

## História
Foi criada a partir Decreto Federal n.º 8.319 de 20 de outubro de 1910 que criou a Escola de Agronomia e Veterinária do Pará. Porém, a instituição somente inicia suas atividades formalmente em 1918, inclusa numa instituição chamada Centro Propagador de Ciências, suas atividades eram aplicadas à agricultura, veterinária, zootecnia e às indústrias rurais. Sendo a mais antiga instituição de ensino superior e de pesquisa científica e tecnológica na área de ciências agrárias da região.
Em 1943 se encerrou as atividades de ensino da Escola de Agronomia do Pará. Em seu lugar, pelo Decreto-Lei n.º 8.290, de 5 de dezembro de 1945, surgiu a Escola de Agronomia da Amazônia (EAA), anexa ao Instituto Amazônico do Norte (IAN), atual Embrapa Amazônia Oriental.

### Fundação da Escola de Agronomia da Amazônia (1951)
O início efetivo da Escola de Agronomia da Amazônia (EAA) ocorreu somente em 17 de abril de 1951. A EAA oferecia apenas o curso de graduação em agronomia na sua retomada. O então diretor do IAN, engenheiro agrônomo Felisberto Camargo, foi o primeiro dirigente da recém criada escola agronômica. Foi ele também que proferiu a aula inaugural aos primeiros alunos daquele ano.
Em 1968, quase foi anexada a Universidade Federal do Pará (UFPA) devido à orientação do Capítulo V da Reforma Universitária realizada pela Ditadura Militar, a qual previa que as instituições agrícolas independentes deveriam ser incorporadas a universidades ou transformadas em universidades.
Em 1971 o Parecer no 802/71 de 9 de novembro de 1971, aprovou o funcionamento do curso de engenharia florestal na EAA, o qual foi autorizado a funcionar pelo Decreto Presidencial n.º69.786, de 14 de dezembro de 1971.

### Elevação para Faculdade de Ciências Agrárias do Pará (1972)
Em 8 de março de 1972, pelo decreto n.º70.268, passou a denominar-se Faculdade de Ciências Agrárias do Pará (FCAP), constituindo-se unidade isolada, diretamente subordinada ao Departamento de Assuntos Universitários do Ministério da Educação.
Posteriormente, através do Decreto n.º70.686, de 7 de junho de 1972, foi transformada em autarquia de regime especial, com mesmo regime jurídico das universidades federais. Em 16 de março de 1973, o Conselho Nacional de Educação aprovou parecer ao projeto de criação do curso de medicina veterinária na FCAP, o qual foi autorizado a funcionar através do Decreto n.º72.217 de 11 de maio de 1973.
No ano de 1999 foi autorizada a criação do curso de graduação em engenharia de pesca com 30 vagas anuais, pela portaria MEC n°1135 de 20 de julho de 1999 e reconhecido em 2005 pela Portaria MEC n.° 3.098 de 9 de setembro de 2005. 
No ano de 2000 foi autorizada a criação do curso de zootecnia com 30 vagas anuais, pela Portaria MEC n°854 de 21 de junho de 2000 e reconhecido posteriormente pela Portaria MEC n.° 3.101 de 9 de setembro de 2005.

### Inicio da pós-graduação (1976)
A fase da pós-graduação iniciou-se em 1976, quando foi implantado o primeiro curso regular de pós-graduação lato sensu. 
Em 1984, iniciou-se o mestrado em agropecuária tropical e recursos hídricos, o qual foi reestruturado em 1994, criando-se o Programa de Pós-graduação em Agronomia e o Programa de Pós-graduação em Ciências Florestais. Em março de 2001, numa parceria com a Embrapa Amazônia Oriental, iniciou o curso de doutorado em ciências agrárias. Em 2001, o CAPES aprovou a criação do curso de mestrado em botânica, em parceria com o Museu Paraense Emílio Goeldi, cuja primeira turma foi selecionada em fevereiro de 2002. 
Ao longo desse período, a FCAP ampliou interação com outras instituições como o MPEG, a UFPA, o CNPq, com a UEPA e o IFPA.

### FUNPEA (1997)
A UFRA conta com o apoio da Fundação de Apoio à Pesquisa, Extensão e Ensino em Ciências Agrárias (FUNPEA), cujo objetivo é apoiar e estimular programas de desenvolvimento sustentado e proteção ao meio ambiente. Fundada em 20 de março de 1997, com sede em Belém, capital do Estado do Pará.

### Elevação para Universidade Federal Rural da Amazônia (2002)
Em 2002, foi proposto a transformação da FCAP em Universidade Federal Rural da Amazônia. O pedido de transformação foi sancionado pelo então Presidente da República, Fernando Henrique Cardoso, através da Lei 10.611, de 23 de dezembro de 2002, publicada no Diário Oficial da União em 24 de dezembro de 2002. 

### Campus descentralizados
Foram criados seis campi fora de sede/capital nos seguintes municípios: Paragominas; Capitão Poço; Santarém (Atual UFOPA); Parauapebas; Capanema e Tomé-Açu.

## Institutos
A UFRA é constituída de quatro Institutos Temáticos, sendo as unidades responsáveis pela execução do ensino, da pesquisa e da extensão com caráter inter, multi e transdisciplinar em áreas do conhecimento. São eles:
- ICA[8] (Instituto de Ciências Agrárias);
- ICIBE[9] (Instituto Ciberespacial);
- ISARH[10] (Instituto Socioambiental e dos Recursos Hídricos);
- ISPA[11] (Instituto de Saúde e Produção Animal).

## Cursos de Graduação
A universidade oferece em seus seis campi um total de 42 cursos na modalidade presencial:
| Ciências Biomédicas - Biologia: Licienciatura e Bacharelado - Ciências Agrárias - Ciências Biológicas - Enfermagem - Medicina Veterinária - Zootecnia | Ciências Exatas - Agronomia - Ciência e Tecnologia de alimentos - Engenharia Ambiental e Energias Renováveis - Engenharia Cartográfica e de Agrimensura - Engenharia Florestal - Engenharia de Produção - Licienciatua em Computação - Sistemas de Informação | Ciências Humanas e Sociais - Administração - Ciências Contábeis - Letras: Língua Portuguesa - Letras: Libras - Pedagogia |

## Pós-Graduação
A UFRA oferece no âmbito da pós-graduação os seguintes cursos:
- Mestrado em Agronomia (Nota 5)
- Mestrado em Aquicultura e Recursos Aquáticos Tropicais (Nota 3)
- Mestrado em Biotecnologia Aplicada à Agropecuária (Nota 3)
- Mestrado em Botânica (Nota 4)
- Mestrado em Ciências Florestais (Nota 3)
- Mestrado em Produção Animal na Amazônia
- Mestrado em Reprodução Animal na Amazônia
- Mestrado em Saúde e Produção Animal na Amazônia (Nota 5)
- Doutorado em Agronomia (Nota 5)
- Doutorado em Botânica (Nota 4)
- Doutorado em Ciências Florestais (Nota 3)
- Doutorado em Reprodução Animal
- Doutorado em Saúde e Produção Animal na Amazônia (Nota 5)

## Infraestrutura universitária
A estrutura universitária conta com:
- Biblioteca
- Hospital Veterinário
- Restaurante Universitário
- Laboratórios
- Fazendas experimentais (Fazenda Escola de Castanhal, Igarapé-Açu e Benfica).